# Luteostriata
Luteostriata ist eine Gattung der Landplanarien, die in Brasilien vorkommt und für die ein gelber Körper mit dunklen Längsstreifen charakteristisch ist.

## Merkmale
Individuen der Gattung Luteostriata weisen einen Retraktormuskel im Kopfbereich auf, durch den sie ihr Vorderende aufwärts und nach hinten bewegen können. Mit diesem Muskel ist ein Muskeldrüsenorgan verbunden, das auch bei den Gattungen Choeradoplana und Issoca zu finden ist. Im Kopulationsapparat ist keine permanente Penispapille vorhanden, während der Begattung formt sich ein Penis in der männlichen Geschlechtshöhle durch Gewebeeinfaltungen, die nach außen gedrückt werden.
Die Rückenfärbung der Arten ist gelb bis hellbraun mit mehreren dunklen Längsstreifen. Das Vorderende hat in der Regel einen orangen Ton, der nach hinten hin zur Rückenfärbung hin verblasst.

## Etymologie
Der Gattungsname Luteostriata leitet sich von den lateinischen Wörtern luteus (dt. gelb) und striatus (dt. gestreift) ab und weist auf die Körperfärbung hin.

## Arten
Der Gattung Luteostriata werden zehn Arten zugeordnet:
- Luteostriata abundans (von Graff, 1899)
- Luteostriata arturi (Lemos & Leal-Zanchet, 2008)
- Luteostriata caissara (Froehlich, 1954)
- Luteostriata ceciliae (Froehlich & Leal-Zanchet, 2003)
- Luteostriata ernesti (Leal-Zanchet & Froehlich, 2006)
- Luteostriata fita (Froehlich, 1959)
- Luteostriata graffi (Leal-Zanchet & Froehlich, 2006)
- Luteostriata muelleri (Diesing, 1861)
- Luteostriata pseudoceciliae (Lemos & Leal-Zanchet, 2008)
- Luteostriata subtilis Boll, Amaral & Leal-Zanchet, 2019

## Geschichte der Systematik

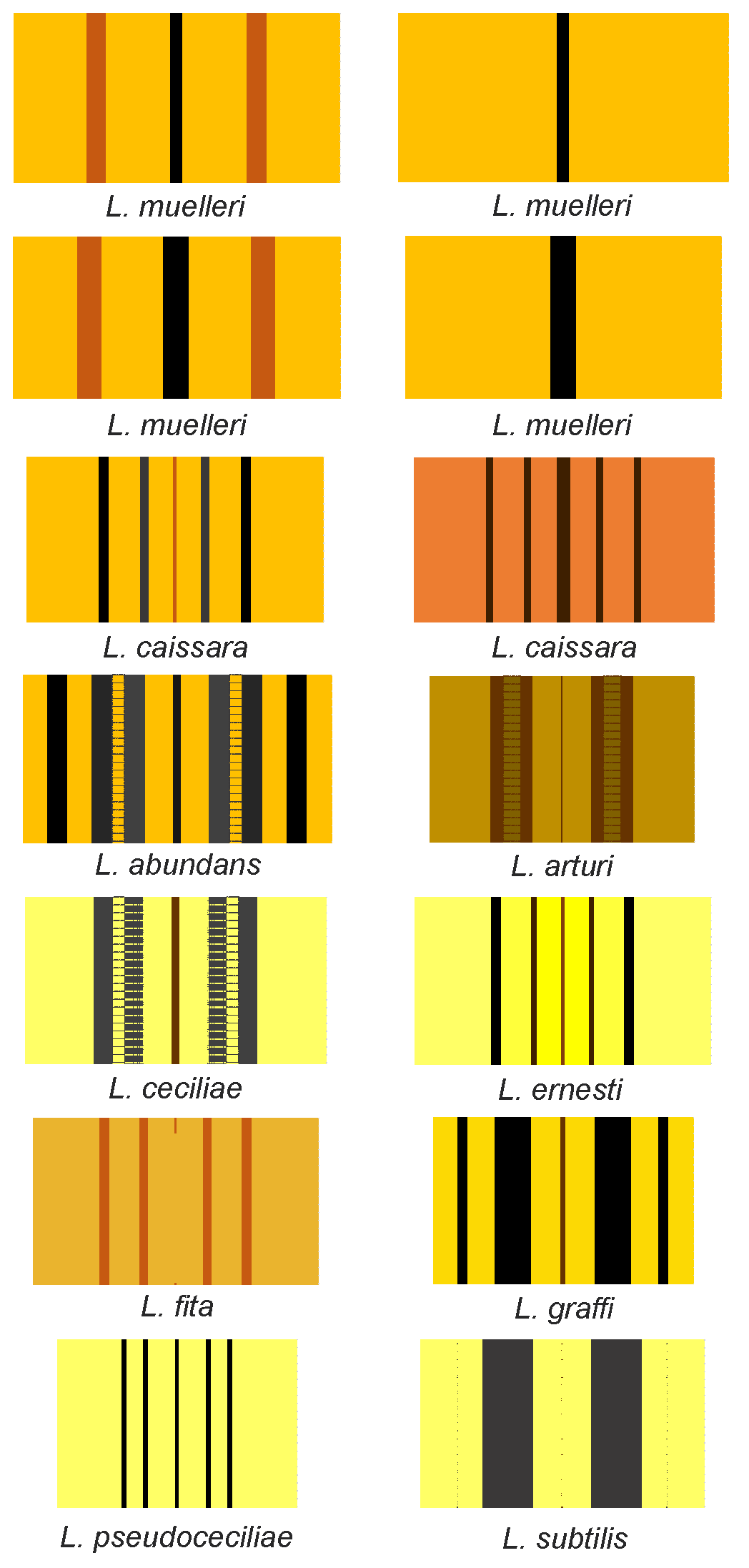
Dorsale Farbmuster aller bekannten Luteostriata-Arten

Die erste Luteostriata-Art wurde 1857 von Max Schultze und Fritz Müller als eine gelbe, brasilianische Planarie mit einem breiten, schwarzen Längsstreifen in der Mitte des Rückens und zwei orangen Streifen daneben erstbeschrieben. Diese Art assoziierten sie mit der Art Planaria elegans, die vorher von Charles Darwin beschrieben wurde und ordneten sie der von ihnen erstellten Gattung Geoplana zu. Im Jahr 1861 stellte Karl Moriz Diesing fest, dass die Beschreibung der Art von Schultze und Müller nicht mit Darwins beschriebenen Art übereinstimmte und benannte sie in Geoplana mülleri um.
Im Jahr 1899 veröffentlichte Ludwig von Graff seine Monographie über Landplanarien und beschrieb einige Arten gelber Landplanarien mit fünf oder sieben Längsstreifen, die ihm aus Rio Grande do Sul in Brasilien gesendet wurden. Er identifizierte diese als Geoplana marginata, eine Art, die Schultze und Müller in derselben Veröffentlichung beschrieben, in der sie Geoplana elegans falsch zuordneten. Graff missinterpretierte die Ergebnisse dahin gehend, dass Geoplana marginata von Schultze und Müller eine schwarze Art mit gelben Streifen war, während Graffs Landplanarie gelb mit schwarzen Streifen war. Individuen, die sieben statt nur fünf Streifen aufwiesen, sah Graff als Variation von Geoplana marginata an und benannte sie wegen der überzähligen Streifen Geoplana marginata var. abundans (von dem lateinischen Wort für im Überfluss vorhanden).
In den nachfolgenden Jahrzehnten haben verschiedene Forscher, beispielsweise Albert Riester und Ernst Marcus, die meisten gelben Landplanarien mit fünf oder sieben dunklen Streifen aus Brasilien als Geoplana marginata identifiziert. Im Jahr 1955 stellte Eudóxia Maria Froehlich fest, dass die von Riester beschriebene Art eine andere als die von Graff und Marcus war. Sie benannte sie in Geoplana caissara um. Vier Jahre später erhob ihr Ehemann Claudio Gilberto Froehlich Geoplana marginata var. abundans in den Stand einer eigenständigen Art und benannte diese Geoplana abundans. Zudem stellte er die These auf, dass G. marginata sensu Graff und G. marginata sensu Marcus nicht dieselbe Art wie die von Schultze und Müller definierte Art G. marginata war, er benannte diese jedoch nicht neu. In der Veröffentlichung beschrieb er zudem eine neue gelbe Art mit dunklen Streifen unter dem Namen Geoplana fita.
1990 übertrugen Robert E. Ogren und Masaharu Kawakatsu G. marginata auf Basis der Aufzeichnungen von Graff und Marcus in die von ihnen geschaffene Gattung Notogynaphallia, gemeinsam mit G. caissara, G. abundans, G. fita und weiteren Arten.
Von 2001 bis 2006 studierten Eudóxia Maria Froehlich und Ana Maria Leal-Zanchet den G. marginata-Komplex (zu dieser Zeit Notogynaphallia marginata) und benannten G. marginata sensu Graff zu Notogynaphallia graffi und G. marginata sensu Marcus zu Notogynaphallia ernesti um. Sie beschrieben auch eine neue Art mit dem gleichen Muster unter dem Namen Notogynaphallia ceciliae. Außerdem stellten sie heraus, dass N. caissara, N. abundans, N. graffi, N. ernesti und N. ceciliae, möglicherweise auch N. muelleri und N. fita innerhalb der Gattung Notogynaphallia einen Komplex eng verwandter Arten bilden. Schließlich übertrug Fernando Carbayo diesen Art-Komplex in eine neue Gattung, die er Luteostriata nannte.

## Innere Systematik
Eine molekulargenetische Studie über die Unterfamilie Geoplaninae zeigte, dass die Gattung Luteostriata möglicherweise paraphyletisch ist und ein Monophylum mit den Gattungen Issoca und Supramontana bildet.